# Reeweg Oost
De Reeweg Oost is een straat in de stad Dordrecht, in de Nederlandse provincie Zuid-Holland. In de volksmond heet hij veelal gewoon Reeweg; de toevoeging Oost dient om hem te onderscheiden van de Reeweg Zuid, die zich elders in de stad bevindt. De Dordtse stadswijk Het Reeland is (indirect) naar deze straat vernoemd.

## Geschiedenis
De Reeweg Oost ontleent zijn naam aan re(d)e of grens tussen de heerlijkheid Te Merwe (bezit van de stad Dordrecht, ten noorden) en het ambacht Dubbeldam (ten zuiden). Op die kaarsrechte grens werd een weg aangelegd, die liep van de stadsweide tot aan de Zuidendijk. De bestrate weg kruiste onderweg ook met de Krommedijk en de Oudendijk. Vanuit de dorpskern van Dubbeldam liep ook de Rechte Zandweg naar de Reeweg toe. Zodoende had de Reeweg een belangrijke verkeerskundige functie, hoewel de gewone toegangsweg tussen Dordrecht en Dubbeldam de Dubbeldamseweg werd.
De Reeweg Oost bleef lang een landelijke straatweg met weinig bebouwing. Eind negentiende eeuw werd het Betuwelijntje aangelegd, dat de Reeweg onder een schuine hoek kruiste. Het karakter veranderde sterk toen de gemeente Dordrecht een groot stuk land ten zuiden van de Reeweg annexeerde en hier begin twintigste eeuw de Indische Buurt bouwde. De Reeweg werd een van de belangrijkste verkeersaders van deze buurt, naast de Bankastraat. Er verrees een dichte bebouwing van huizen, veelal verdeeld in een boven- en onderhuis. Ook het Merwedeziekenhuis (inmiddels gesloopt) stond hier.
Het Dubbeldams gebleven deel bleef landelijk van aard, totdat deze gemeente in de jaren zestig (kort voor haar opheffing) ook nieuw ging bouwen. Hierbij verdween "Reeweg" als straatnaam. Het gedeelte binnen de bebouwde kom ging Haaswijkweg West en Haaswijkweg Oost heten (naar een oud buitenhuis hier in de buurt). Parallel aan de Haaswijkweg werd een nieuwe verkeersweg aangelegd, de Provincialeweg. Het gedeelte buiten de bebouwde kom ging zonder meer Provincialeweg heten. Een zijstraat van de Haaswijkweg West heet thans nog Reewegpad.

## Verloop/stadsgezicht
De Reeweg Oost ligt in het verlengde van de Vrieseweg, die weer naar de Vriesestraat in het Dordtse centrum heet. De Vrieseweg loopt door de voormalige stadsweide van Dordrecht en heeft dus nooit op de ree gelegen. Na een kruising met de Krommedijk en de Oranjelaan begint de eigenlijke Reeweg. Hier vindt men de boven beschreven vooroorlogse bebouwing. Bij het Halmaheiraplein komt de Reeweg samen met de Bankastraat. Bij dit punt kruist hij ook met de spoorlijn.
Daarna is de Reeweg geen verkeersader van betekenis meer. Het laatste stukje bestaat slechts uit een voor auto's doodlopend straatje met wat lintbebouwing. Wel vindt men aan deze kant nog de toegang tot het Riwal Hoogwerkers Stadion van FC Dordrecht; wie het stadion met de auto bezoekt, steekt de Reeweg Oost over.